# Comuna Batkiv, Brodî
Batkiv (în ucraineană Батьків) este o comună în raionul Brodî, regiunea Liov, Ucraina, formată din satele Batkiv (reședința), Lukaveț, Mejîhorî și Zvîjen.

## Demografie
Componența lingvistică a comunei Batkiv
     Ucraineană (100%)
Conform recensământului din 2001, toată populația comunei Batkiv era vorbitoare de ucraineană (100%).